# Ląd (Polen)
Ląd is een plaats in het Poolse district  Słupecki, woiwodschap Groot-Polen. De plaats maakt deel uit van de gemeente Lądek en telt 60 inwoners.

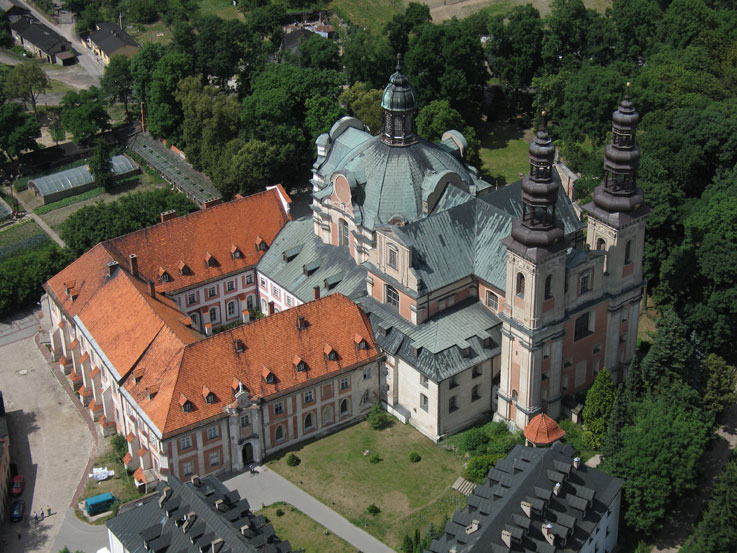
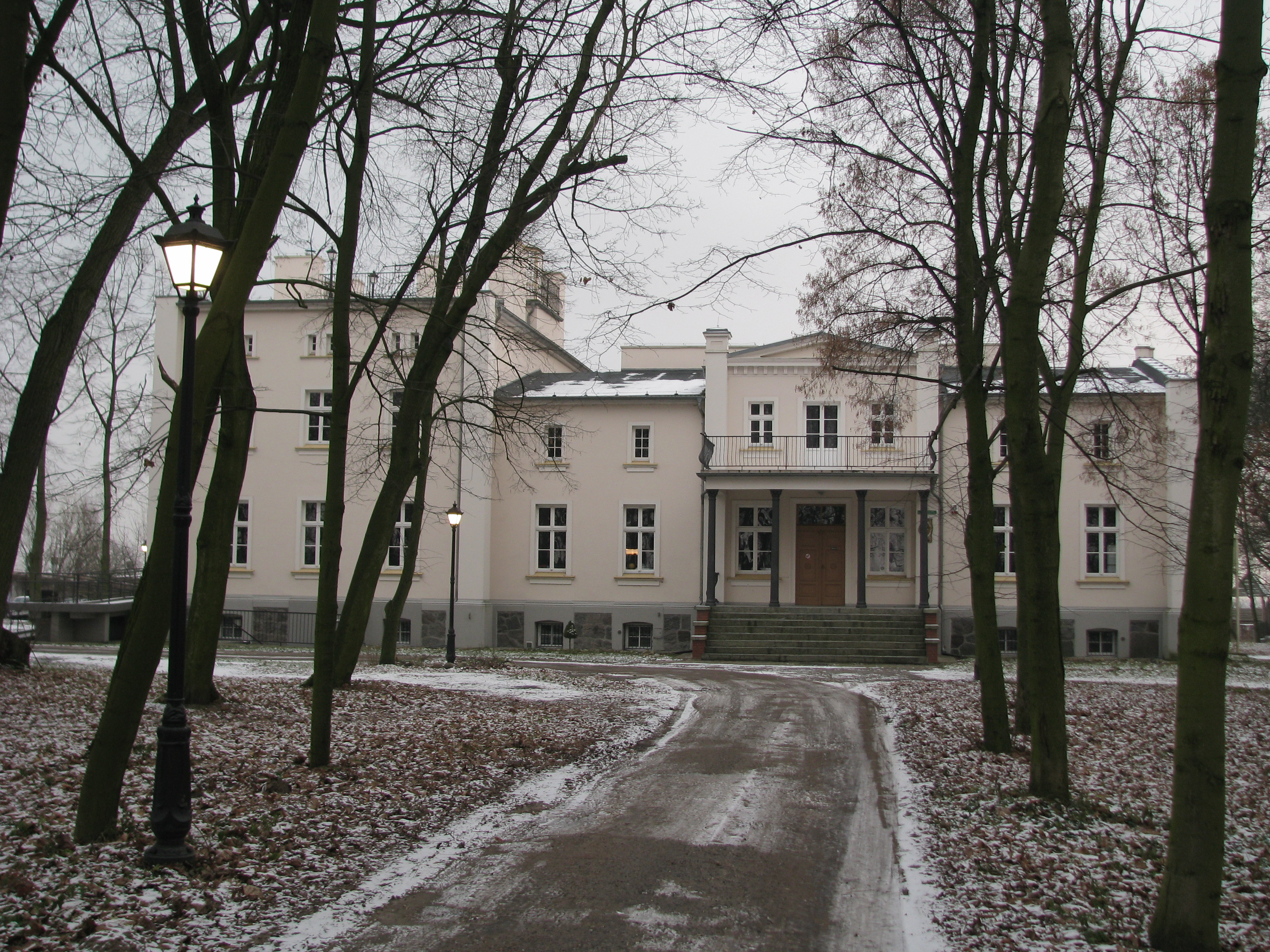
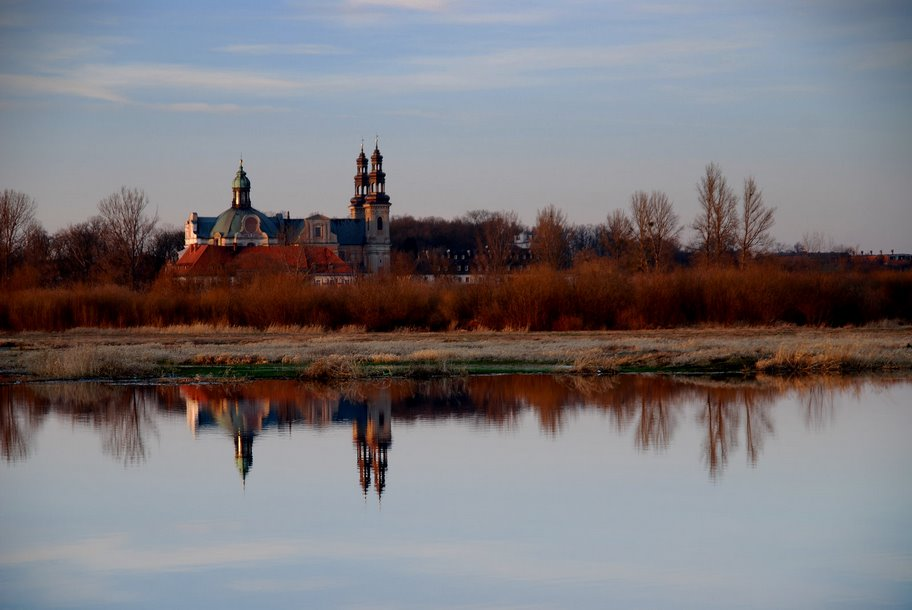